# Maurilio Giannotti
Maurilio Giannotti (falecido em 1505) foi um prelado católico romano que serviu como bispo de Calvi Risorta de 1495 a 1505.
Em 1495, Maurilio Giannotti foi nomeado pelo Papa Alexandre VI como Bispo de Calvi Risorta. Giannotti serviu como bispo de Calvi Risorta até à sua morte em 1505.